# Scatella major
Scatella major är en tvåvingeart som beskrevs av Becker 1908. Scatella major ingår i släktet Scatella och familjen vattenflugor. Inga underarter finns listade i Catalogue of Life.